# Trioxys artistigma
Trioxys artistigma är en stekelart som beskrevs av Hajimu Takada 1966. Trioxys artistigma ingår i släktet Trioxys och familjen bracksteklar. Inga underarter finns listade i Catalogue of Life.